# Mississippi megye (Arkansas)
Mississippi megye az Amerikai Egyesült Államokban, azon belül Arkansas államban található. Megyeszékhelye Blytheville. Lakosainak száma 40 685 fő (2020. április 1.). Mississippi megye Pemiscot, Crittenden, Dunklin, Dyer, Lauderdale, Tipton, Poinsett, Craighead és Shelby megyékkel határos.

## Népesség
A megye népességének változása:
| Lakosok száma | 46 372 | 46 039 | 45 529 | 44 765 | 43 738 | 40 685 |
|               | 2010   | 2011   | 2012   | 2013   | 2015   | 2020   |